# Setina wolfsbergeri
Setina wolfsbergeri är en fjärilsart som beskrevs av Karl Burmann 1975. Setina wolfsbergeri ingår i släktet Setina och familjen björnspinnare. Inga underarter finns listade i Catalogue of Life.